# Камберленд (Кентуккі)
Камберленд (англ. Cumberland) — місто в США, в окрузі Гарлан штату Кентуккі. Населення — 1947 осіб (2020).

## Географія
Камберленд розташований за координатами 36°59′9″ пн. ш. 83°0′5″ зх. д. / 36.98583° пн. ш. 83.00139° зх. д. (36.985704, -83.001460).  За даними Бюро перепису населення США в 2010 році місто мало площу 8,14 км², з яких 8,07 км² — суходіл та 0,08 км² — водойми.

## Демографія
Згідно з переписом 2010 року, у місті мешкало 2237 осіб у 906 домогосподарствах у складі 611 родини. Густота населення становила 275 осіб/км².  Було 1068 помешкань (131/км²).
Расовий склад населення:
| - 95,0 % — білих - 3,3 % — чорних або афроамериканців |

До двох чи більше рас належало 1,3 %. Частка іспаномовних становила 1,2 % від усіх жителів.
За віковим діапазоном населення розподілялося таким чином: 25,6 % — особи молодші 18 років, 57,0 % — особи у віці 18—64 років, 17,4 % — особи у віці 65 років та старші. Медіана віку мешканця становила 38,2 року. На 100 осіб жіночої статі у місті припадало 91,7 чоловіків;  на 100 жінок у віці від 18 років та старших — 85,6 чоловіків також старших 18 років.
Середній дохід на одне домашнє господарство  становив 30 576 доларів США (медіана — 21 863), а середній дохід на одну сім'ю — 37 434 долари (медіана — 27 614). Медіана доходів становила 27 232 долари для чоловіків та 30 724 долари для жінок. За межею бідності перебувало 39,1 % осіб, у тому числі 56,8 % дітей у віці до 18 років та 12,6 % осіб у віці 65 років та старших.
Цивільне працевлаштоване населення становило 475 осіб. Основні галузі зайнятості: освіта, охорона здоров'я та соціальна допомога — 42,1 %, роздрібна торгівля — 10,3 %, публічна адміністрація — 9,3 %.